# FK 믈라다볼레슬라프 B
FK 믈라다볼레슬라프 B(체코어: Fotbalový klub Mladá Boleslav a.s.)는 체코의 축구 클럽이다. 또한 FK 믈라다볼레슬라프의 리저브팀으로 활동 중이다.

## 선수 명단

### 역대
- 최세윤(2020)